# محمد البوساتي
محمد البوساتي هو لاعب كرة قدم مغربي سابق، زاول بصفوف النادي القنيطري سنوات الثمانينات، ويشتهر باعتباره الهداف التاريخي للدوري المغربي ب 25 هدف في موسم واحد.

## حياته
ولد محمد البوساتي بالقنيطرة سنة 1955 وترعرع فيها.

## التحاقه بالنادي
التحق بالنادي الرياضي القنيطري وذلك تحت إشراف الأب الصويري حيث لعب أول مقابلة في تاريخه ضد الوداد وكانت محطة انطلاق هدا النجم الكبير. محمد البوساتي الوفي لكرة القدم وللكاك بالخصوص حيث ما زال ولحد الآن يشرف على تدريب فريق الشبان القنيطري. ويعتبر محمد البوساتي الهداف الوحيد في البطولة الوطنية لحد الآن بتسجيله 25 هدف وذلك مند الموسم الكروي 1981-1982.

## ألقابه
- الدوري المغربي لكرة القدم الممتاز تلات مرات: 1973 وكان عمره آنذاك 17 سنة، و1980-1981، و1981-1982
- هداف الدوري المغربي الممتاز 81- و82
- فوز بدوري الأمن على السلتيك وهدف له حينما كان السلتيك بطل أوروبا